# Vredens druer
|  | For John Fords filmatisering af romanen i 1940, se Vredens druer (film) |
Vredens Druer ("The Grapes of Wrath") er en roman skrevet af den amerikanske forfatter John Steinbeck og udgivet i 1939. Romanen har siden udgivelsen vundet Steinbeck flere litterære priser, heriblandt Pulitzerprisen i litteratur, og anses bredt for at være Steinbecks hovedværk, samt et af de største værker i det 20. århundredes litteratur.
Vredens Druer foregår under depressionen og fokuserer på familien Joads, en fattig farmer-familie der bliver drevet fra deres hjem i Oklahoma på grund af tørke, økonomiske problemer og ændringer i landbruget og den finansielle industri.